# Ute Boeden
Ute Boeden (* vor 1945) ist eine deutsche Filmschauspielerin und Hörspielsprecherin.

## Leben
Ute Boeden war ab 1965 als Filmschauspielerin in der DDR tätig. So spielte sie 1968 Inge in der Fernsehserie Rote Bergsteiger oder Jutta im Liebesfilm He, Du!. Ab 1971 wurde sie auch als Hörspielsprecherin für den Rundfunk der DDR aktiv. Weitere Filme mit ihr waren Zeit der Störche, Anflug Alpha 1 und Der Leutnant vom Schwanenkietz. Bis 1988 wirkte sie in 28 Filmproduktionen mit. Als Hörspielsprecherin wurde sie bis 1992 eingesetzt.
Boeden war bis zum Jahr 2000 als dessen zweite Ehefrau mit dem Schauspieler Herbert Köfer (1921–2021) verheiratet. Aus der Ehe stammen die beiden Töchter Mirjam Köfer (* 1973) und Geertje Boeden (* 1985), die ebenfalls den Schauspielberuf ergriffen.

## Filmografie
- 1965: Solange Leben in mir ist
- 1968: Rote Bergsteiger (Fernsehserie, 9 Folgen)
- 1969: Unterwegs zu Lenin
- 1970: He, Du!
- 1971: Kennen Sie Urban?
- 1971: Zeit der Störche
- 1971: Optimistische Tragödie
- 1971: Anflug Alpha 1
- 1971: Verwandte und Bekannte
- 1971: KLK an PTX – Die Rote Kapelle
- 1972: Leichensache Zernik
- 1972: Alltagsgeschichten
- 1973: Eva und Adam (TV-Mehrteiler)
- 1974: Bunnebake (Kurzfilm)
- 1974: Der Leutnant vom Schwanenkietz (TV-Dreiteiler)
- 1975: Polizeiruf 110: Heiße Münzen (Fernsehreihe)
- 1976: Polizeiruf 110: Reklamierte Rosen
- 1976: Der Weg ins Nichts
- 1979: Patricia
- 1979: Rentner haben niemals Zeit (Fernsehserie, 1 Folge)
- 1980: Der Baulöwe
- 1980: Der Staatsanwalt hat das Wort: Tote Stunden (Fernsehreihe)
- 1981: Nora S.
- 1982: Der Bauerngeneral (Fernsehserie, 4 Folgen)
- 1983: Spuk im Hochhaus (Fernsehserie, 2 Folgen)
- 1983: Bühne frei (Fernsehserie, 1 Folge)
- 1983: Ein Häuschen im Grünen
- 1983: Lieber guter Weihnachtsmann
- 1984: Familie Neumann (Fernsehserie, 2 Folgen)
- 1988: Schauspielereien (Fernsehserie, Folge: Rund um die Ehe)

## Hörspiele (Auswahl)
Die ARD-Hörspieldatenbank listet für den Zeitraum von 1971 bis 1992 insgesamt 84 Datensätze, bei denen Ute Boeden als Sprecherin geführt wird, darunter:
- 1971: Horst Bastian: Deine Chance zu leben (Geli) – Regie: Detlef Kurzweg (Original-Hörspiel (Langfassung) – Rundfunk der DDR)
- 1973: Hans Kubisch: We shall overcome (Rose Cook) – Regie: Detlef Kurzweg (Hörspiel/Kinderhörspiel (4 Teile) – Rundfunk der DDR)
- 1990: Valerie Radtke: Mein großer Brief – Regie: Horst Liepach (Hörspiel – Funkhaus Berlin)
- 1991: Astrid Lindgren: Ronja Räubertochter (Undis) – Regie: Christa Kowalski (Hörspiel/Kinderhörspiel – Funkhaus Berlin)
- 1992: Volker Braun: Iphigenie in Freiheit (3. Stimme) – Regie: Karlheinz Liefers  (DS Kultur/SFB)